# Посоле
Посо́ле (исп. pozole) — традиционное мексиканское блюдо, представляющее собой густой суп с кукурузой и мясом (как правило, свининой или курятиной). В различных регионах Мексики существуют разные варианты посоле.
Для приготовления данного блюда зерна кукурузы обрабатываются путем отваривания их в щёлоке, что приводит к утрате ими шелухи. В ходе дальнейшей варки добиваются того, чтобы зерна лопнули, а затем добавляют мясо для придания блюду необходимого вкуса.
В случае приготовления так называемого белого посоле, в суп не кладут ничего кроме кукурузы и мяса и так подают его на стол, чтобы едоки могли по своему вкусу приправить его соусом, например, томатным.
В других вариантах в посоле добавляются различные приправы ещё во время варки, после чего он приобретает красный или зелёный цвет, в зависимости от ингредиентов. При подаче может добавляться множество других продуктов, например, лук, салат, капуста, редис, авокадо, лимонный сок, орегано, сыр, перец.
Известно, что посоле изначально готовили с мясом морских свинок. Монах Бернардино де Саагун во «Всеобщей истории вещей в Новой Испании» сообщал, что ацтеки готовили этот суп с человечиной.